# Añaza
Añaza es una entidad de población del municipio de Santa Cruz de Tenerife, en la isla de Tenerife —Canarias, España—.
Se encuadra administrativamente en el distrito Suroeste.

## Toponimia
Este barrio fue nombrado con el término con el que los guanches denominaban a la zona donde se levanta la ciudad de Santa Cruz de Tenerife, y que significa según algunos autores «el lugar donde pasar la noche» o «lugar de abrigo».

## Características
El barrio queda delimitado por el cauce del barranco del Muerto al norte; por el mar al este; por el barranco de Los Pocitos al sur; y por la Autopista del Sur al oeste.
Se encuentra a nueve kilómetros del centro de la capital municipal, a una altitud media de 108 m s. n. m. El barrio ocupa una superficie de 1,28 km².
Cuenta con varios centros educativos —los colegios públicos Los Menceyes y Secundino Delgado, el IES María Rosa Alonso y la escuela infantil Tagoror—, un centro de salud, una comisaría de la policía local, un local de Protección civil, una piscina municipal, una farmacia, una oficina de Correos, varias plazas públicas y zonas verdes, un parque infantil, un campo de fútbol, dos bibliotecas —Azarug y José Saramago—, una gasolinera, dos centros comerciales y la iglesia de Santa María de Añaza, así como bares y otros pequeños comercios. La Academia Canaria de Seguridad también se encuentra aquí.
La abrupta costa del barrio presenta algunas pequeñas calas de callaos utilizadas principalmente por los vecinos, destacando la playa del Muerto. También se han desarrollado pequeños poblados de chabolas como los de Santa Ana y Los Pocitos. Por otra parte, el ayuntamiento de Santa Cruz de Tenerife prevé construir un parque marítimo en la zona.
En las proximidades del barrio se encuentra un importante yacimiento arqueológico de la cultura guanche, con muestras de grabados rupestres. Este yacimiento fue declarado en 1999 Bien de Interés Cultural en la categoría de zona Arqueológica sobre la base de la Ley de Patrimonio Histórico de Canarias.

## Historia
El barrio comenzó a surgir en 1988 en los terrenos baldíos situados bajo la Autopista del Sur y el barrio de Santa María del Mar. Estos terrenos habían sido cedidos a Santa Cruz por el municipio de El Rosario en 1972.
En sus orígenes promovido como viviendas de protección oficial para realojar a vecinos de otras zonas del municipio con pocos recursos, el barrio se revaloriza como área residencial a partir de 1993 gracias a la apertura del Centro Comercial Continente.
En las décadas siguientes el barrio se va desarrollando hasta transformarse de simple ciudad dormitorio a un barrio con personalidad propia, a pesar de la mala fama que ha tenido entre la sociedad santacrucera e incluso española. Esto se debe a los altos índices de delincuencia que se le atribuye al barrio, así como por ser uno de los principales focos de la isla en la venta y compra de drogas.

## Demografía
| Año        | 2000  | 2001  | 2002  | 2003  | 2004  | 2005  | 2006  | 2007  | 2008  | 2009  | 2010  | 2011  | 2012  | 2013  | 2014  | 2015  | 2016  |
| ---------- | ----- | ----- | ----- | ----- | ----- | ----- | ----- | ----- | ----- | ----- | ----- | ----- | ----- | ----- | ----- | ----- | ----- |
| Habitantes | 6 562 | 6 445 | 7 534 | 7 870 | 7 984 | 8 056 | 8 360 | 8 581 | 8 899 | 9 074 | 9 138 | 9 192 | 8 928 | 8 966 | 9 060 | 9 184 | 9 102 |

## Fiestas
El barrio celebra fiestas en honor a Santa María de Añaza en el mes de octubre.

## Comunicaciones
Se llega al barrio a través de la autopista del Sur TF-1.

### Transporte público
En el barrio se encuentra una parada de taxi ubicada en la calle de Bentagay, junto al Centro Comercial Santa Cruz Carrefour. 
En autobús —guagua— queda conectado mediante las siguientes líneas de TITSA: 
| Línea | Trayecto                                                            | Recorrido     |
| ----- | ------------------------------------------------------------------- | ------------- |
| 018   | La Laguna - Añaza (por centros comerciales)                         | Horario/Línea |
| 138   | Santa Cruz - Tabaiba Baja (por Radazul)                             | Horario/Línea |
| 139   | Santa Cruz - Tabaiba Baja (por Radazul)                             | Horario/Línea |
| 142   | Santa Cruz - Urb. Añaza - Urb. Acorán - Barranco Hondo              | Horario/Línea |
| 934   | Intercambiador - Taco - Sta. María del Mar - Añaza - Intercambiador | Horario/Línea |
| 935   | Intercambiador - Urb. Añaza - Alisios - Sta. María del Mar          | Horario/Línea |
| 936   | Intercambiador - Añaza - Sta. María del Mar - Taco - Intercambiador | Horario/Línea |
| 940   | Intercambiador - Urb. Acorán - Urb. Costanera                       | Horario/Línea |
| 941   | Intercambiador - Urb. Añaza - Acorán - Boca Cangrejo                | Horario/Línea |

## Lugares de interés
- Zona arqueológica Barranco del Muerto (BIC)
- Iglesia de Santa María de Añaza
- Piscina municipal Dácil Cabrera Flores[16]
- Playa del Muerto

## Personas destacadas
- K-Narias, grupo de reguetón y pop latino formado por Gara y Loida Hernández Rubio.[17]